# Dervish
Dervish è una band folk irlandese fondata nel 1989.
Hanno rappresentato l'Irlanda all'Eurovision Song Contest 2007 con il brano They Can't Stop The Spring, finendo all'ultimo posto con solo 5 punti.

## Membri della band
- Brian McDonagh - mandola, mandolino
- Liam Kelly - flauto, tin whistle
- Tom Morrow - violino
- Shane Mitchell - fisarmonica diatonica
- Cathy Jordan - voce, bodhrán
- Michael Holmes - bouzouki

## Discografia
- Harmony Hill (1993)
- Playing with fire (1995)
- End of the day (1996)
- Live in Palma (1997)
- MidSummer Nights (1999)
- Decade (2001)
- Spirit (2003)
- A Healing Heart (2005)
- Travelling Show (2007)
- The Trush in the Storm (2013)
- The Great Irish Songbook (2019), una raccolta di 13 tra le più popolari canzoni di musica tradizionale irlandese.